# I. Sándor havasalföldi fejedelem
I. Sándor vagy más néven Aldea Sándor (románul: Alexandru Aldea), (1397 – 1436 decembere) Havasalföld fejedelme: 1431. tavasz – 1436. december között.
Valószínűleg I. Mircea fejedelem természetes gyermeke volt, de a havasalföldi fejedelmi trónt Alexandu cel Bun moldovai fejedelem segítségével nyerte el. A trónra jutás körülményei mint az időpont is sajnos ismeretlenek – tény azonban, hogy az első iratot fejedelemként 1431. július 14-én bocsátotta ki.
Az is ismert tény, hogy ugyanebben az évben Luxemburgi Zsigmond tárgyalásokra hívta el Vlad Dracul fejedelmet a havasalföldi trón elfoglalásához.
Szintén ebben az évben, 1431-ben Alexandru fejedelemnek komoly török invázióval kellett szembenéznie. Kétségbeesetten próbált szövetségeseket nyerni, ez meglátszik a brassóiakhoz írt leveleiben is: 

„(…) Tudjátok meg a törökök mindenhonan özönlenek a Dunán és jönnek az ország(om) ellen, hogy fosztogassanak és raboljanak; és siessetek minél hamarabb, nappal és éjszaka, hogy segítségemre jöjjetek; merthogy ha nekünk rossz lesz, nektek még rosszabb lesz majd, és siessetek ahogy tudtok; amennyi csak hadat összegyűjteni tudtok, hamarjában jöjjön; és amennyi még gyűlik, küldjétek utána. Gyorsan érkezzen. (…) De ha nem akartok jönni, mondjátok meg, tudjam mit cselekedjek. (…)”

A segítség pedig megérkezett, nem csak a brassói úraktól, hanem barátjától, a moldovai fejedelemtől is. Harcokra azonban már nem került sor – legalábbis a történelmi források nem említik – valószínűleg kiegyezett a törökökkel. Alexandru fejedelem elment a török portára, befizette az adót és 20 nemes gyerekét ajánlotta túszul 3000 rabért cserébe.

„(…) tudja meg maga, hogy mentem el Murád császárhoz, hogy esküdtem neki és hogyan beszéltem neki; tettem amit tettem és elmentem hozzás és adtam (záglógba) nemesek gyermekeit oda (…)– írta Rozgonyi István temesvári ispánnak.”

Ezzel a politikával azonban magára vonta a magyar udvar bizalmatlanságát, de Alexandru cel Bun közbenjárásával nem hoztak még végleges döntést rá nézve. Mégis, érzékeltetvén a nyomás ugyanabban az évben Luxemburgi Zsigmond magához hívta Vlad Dracul-t, hogy felkészítse a trónhoz.
A következő év tavaszán kemény török fosztogató akció indul Erdély ellen, Alexandru pedig – bizonyítván jóindulatát – Rozgonyi Istvánt levélben értesíti erről, sőt még azt is hozzáteszi, hogy amint érkezik a magyar sereg rögtön átáll a török ellen.
A magyar seregek azonban vereséget szenvedtek, még mielőtt csatlakozott volna hozzájuk. Ehelyett elment a Konstantinápolyba körbehízelegni a szultánt – ez pedig a vesztét jelentette. Vlad Dracul kihasználván a pillanatot a brassói nemesek segítségével betör havasalföldre, hogy elfoglalja a trónt. Alexandru helyettesének sikerült elkergetnie Vlad Dracult, akinek alig sikerült elmenekülnie a csatatérről.
Uralkodása 1436. szeptember 5-én ért véget, amikor Vlad Dracul egy magyar sereg élén betört Havasalföldre. Az ütközetekről nem tudni részleteket, tény azonban, hogy 1437 elején már Vlad Dracul volt a havasalföldi fejedelem.
I. Alexandru haláláról sem lehet semmit tudni.